# Valentina Cortese

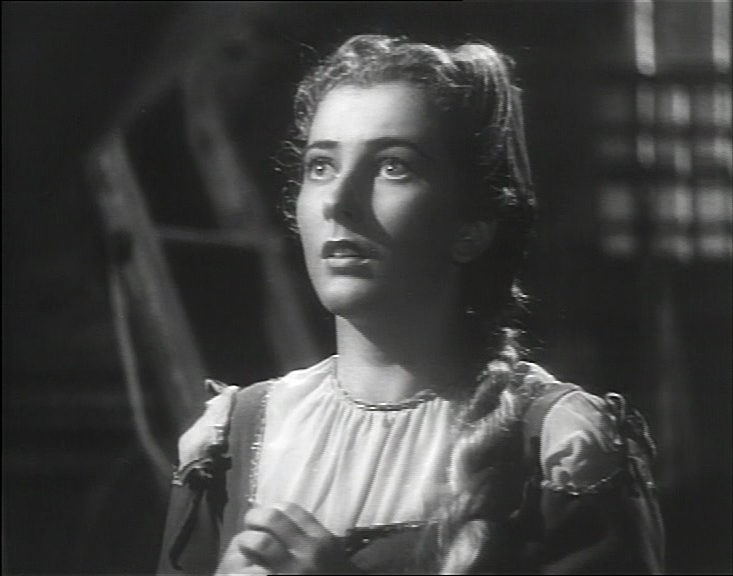
Cortese in de film La cena delle beffe van Alessandro Blasetti (1941)

Valentina Cortese (Milaan, 1 januari 1923 – aldaar, 10 juli 2019) was een Italiaanse actrice. Ze speelde mee in een negentigtal langspeelfilms. Daarnaast ontplooide ze heel wat televisie- en toneelactiviteit.

## Leven en werk

### Beginjaren
De ster van Valentina Cortese rees dankzij haar rollen in de telefoni bianchi, een filmgenre ontstaan op het einde van de jaren dertig tijdens een periode van euforie, zowel in de Italiaanse filmwereld als in het ganse Italiaanse leven. Het ging om lichte romantische films vol intriges die ontstonden en weer uitdoofden aan de witte telefoon, toen een luxe-symbool. De komedies La regina di Navarra (1942) en Chi l'ha visto? (1943) waren typische films voor het begin van haar carrière. De eerste bekende film waarin ze verscheen was het historisch drama La cena delle beffe (Alessandro Blasetti, 1941).

### Jaren veertig na de Tweede Wereldoorlog
Na de Tweede Wereldoorlog vertolkte ze ook hoofdrollen in ernstiger films zoals de drama's Roma città libera (1946) en I miserabili (1948), een Italiaanse versie van de gelijknamige roman van Hugo waarin ze zowel Fantine als haar dochter Cosette voor haar rekening nam. Haar eerste internationale ervaring deed ze op in het historisch drama Black Magic (1949) waarin ze Orson Welles (in de hoofdrol van de avonturier en alchemist Alessandro Cagliostro) als tegenspeler had. In die periode tekende ze een contract met 20th Century Fox. Ze hield er belangrijke rollen in twee films noirs aan over: Thieves' Highway (Jules Dassin, 1949) en The House on Telegraph Hill (Robert Wise, 1951).

### Jaren vijftig
Enkele jaren later werkte ze in het drama The Barefoot Contessa (1954) samen met topsterren zoals Ava Gardner en Humphrey Bogart en met haar landgenoot Rossano Brazzi, met wie ze al meer dan eens had gespeeld.
Terug in Italië volgde het op een roman van Cesare Pavese gebaseerde en meermaals bekroonde drama Le amiche (Michelangelo Antonioni, 1955) waarmee zij de Nastro d'argento voor beste actrice in een bijrol, haar eerste grote filmprijs, behaalde. Het jaar daarop maakte ze samen met Hollywoodveteraan Edmund Gwenn een Spaans uitstapje met de komedie Calabuch (Luis Garcia Berlanga, 1956). Eind jaren vijftig-begin jaren zestig was ze minder op het grote scherm te zien en daar had haar onfortuinlijk huwelijk met de Amerikaanse acteur Richard Basehart ook mee te maken.

### Jaren zestig

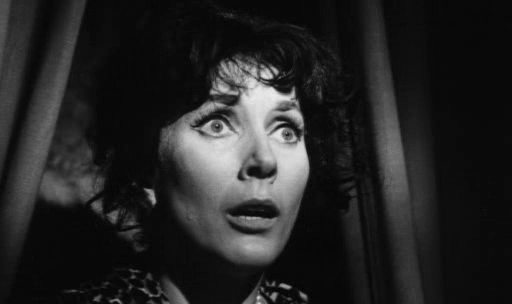
Valentina Cortese in de film La ragazza che sapeva troppo van Mario Bava (1963)

Ze zette de jaren zestig succesvol in met de epische bijbelfilm Barabbas (1961) waar ze op de set een pleiade aan Hollywoodvedetten ontmoette zoals Anthony Quinn, Ernest Borgnine en haar landgenoten Silvana Mangano en Vittorio Gassman .
In The Visit (1964), een wraakdrama naar een toneelstuk van Friedrich Dürrenmatt, kreeg ze de gelegenheid opnieuw met Anthony Quinn en met haar goede vriendin Ingrid Bergman samen te werken. Federico Fellini deed een beroep op haar voor zijn veelvuldig onderscheiden tragikomedie Giulietta degli spiriti (1965). In de Verenigde Staten vond ze in het thematisch aan The Barefoot Contessa verwante drama The Legend of Lylah Clare (1968) Kim Novak en opnieuw Ernest Borgnine op haar weg.

### Jaren zeventig
Voor haar vertolking van de moeder in Truffauts Oscarwinnende en in het filmmilieu gesitueerde tragikomedie La Nuit américaine (1973) werd ze bedacht met enkele prestigieuze prijzen en een nominatie voor de Oscar voor beste vrouwelijke bijrol.
In diezelfde jaren zeventig werd ze meermaals gecast als moederfiguur in belangwekkende films zoals de moeder in de dramatische Toergenjevverfilming Erste Liebe (1970), het debuut van Maximilian Schell als regisseur, de moeder van Franciscus van Assisi in de biopic Fratello sole, sorella luna (Franco Zeffirelli, 1971) en de moeder van de extreemlinkse student in het politieke drama Imputazione di omicidio per uno studente (Mauro Bolognini, 1972). Ook rollen als echtgenote vertolkte ze even waardig: Joseph Losey gaf haar de rol van Trotski's vrouw in het politiek drama The Assassination of Trotsky en Zeffirelli bedacht haar met de rol van Herodias, de vrouw van Herodes Antipas, in de religieuze televisieminiserie Jesus of Nazareth (1977).

### Latere carrière
Vanaf de tweede helft van de jaren zeventig werden haar verschijningen op het witte doek heel schaars. Vermeldenswaardig waren haar rol van de uit de Milanese hoge burgerij stammende moeder die de homoseksualiteit van haar zoon niet kan aanvaarden in de komedie Via Montenapoleone (1987) en haar vertolking van koningin van de maan in de komische fantastische avonturenfilm The Adventures of Baron Munchausen (Terry Gilliam, 1988). Veel later schonk Zeffirelli haar nog de rol van moeder-overste in het religieus drama Storia di una capinera (1993).

### Privéleven
Cortese had verscheidene relaties, onder meer met de dirigent Victor de Sabata en met de beroemde toneel- en operaregisseur Giorgio Strehler. Op de bühne van het Piccolo Teatro di Milano vertolkte ze onder meer Goldoni, Tsjechov, Pirandello en Brecht onder Strehler van wie ze jarenlang de muze was. In 1951 huwde ze met acteur Richard Basehart met wie ze de affiche deelde in de film noir House on Telegraph Hill. Ze kregen een zoon, de acteur Jackie Basehart. Het koppel scheidde in 1960. Daarna bleef Cortese ongehuwd.
In 2012 bracht ze haar autobiografie uit onder de titel Quanti sono i domani passati.

## Filmografie

### Langspeelfilms (selectie)
- 1941 - L'attore scomparso (Luigi Zampa)
- 1941 - Primo amore (Carmine Gallone)
- 1941 - La cena delle beffe (Alessandro Blasetti)
- 1942 - La regina di Navarra ( Carmine Gallone)
- 1942 - Una signora dell'Ovest (Carlo Koch)
- 1943 - Nessuno torna indietro (Alessandro Blasetti)
- 1943 - Chi l'ha visto? (Goffredo Alessandrini)
- 1945 - Un americano in vacanza (Luigi Zampa)
- 1946 - Roma città libera (Marcello Pagliero)
- 1947 - Il Passatore (Duilio Coletti)
- 1947 - I miserabili (Riccardo Freda)
- 1947 - Il corriere del re (Gennaro Righelli)
- 1949 - L'ebreo errante (Goffredo Alessandrini)
- 1949 - Black Magic (Gregory Ratoff)
- 1949 - Thieves' Highway (Jules Dassin)
- 1949 - Malaya (Richard Thorpe)
- 1950 - Donne senza nome (Géza von Radványi)
- 1951 - The House on Telegraph Hill (Robert Wise)
- 1952 - The Secret People (Thorold Dickinson)
- 1953 - Lulù (Fernando Cerchio)
- 1954 - The Barefoot Contessa (Joseph L. Mankiewicz)
- 1955 - Il conte Aquila (Guido Salvini)
- 1955 - Avanzi di galera (Vittorio Cottafavi)
- 1955 - Le amiche (Michelangelo Antonioni)
- 1955 - Faccia da mascalzone (Raffaele Andreassi)
- 1955 - Magic Fire (William Dieterle)
- 1956 - Adriana Lecouvreur (Guido Salvini)
- 1956 - Kean - Genio e sregolatezza (Vittorio Gassman en Francesco Rosi)
- 1956 - Calabuch (Luis Garcia Berlanga)
- 1961 - Barabbas (Richard Fleischer)
- 1963 - La ragazza che sapeva troppo (Mario Bava)
- 1964 - The Visit (Bernhard Wicki)
- 1965 - Giulietta degli spiriti (Federico Fellini)
- 1966 - Soleil noir (Denys de la Patellière)
- 1967 - Scusi, facciamo l'amore? (Vittorio Caprioli)
- 1968 - The Legend of Lylah Clare (Robert Aldrich)
- 1969 - Toh, è morta la nonna! (Mario Monicelli)
- 1969 - The Secret of Santa Vittoria (Stanley Kramer)
- 1970 - Les Caprices de Marie (Philippe de Broca)
- 1970 - Le Bateau sur l'herbe (Gérard Brach)
- 1970 - Erste Liebe (Maximilian Schell)
- 1971 - Fratello sole, sorella luna (Franco Zeffirelli)
- 1971 - L'iguana dalla lingua di fuoco (Riccardo Freda)
- 1972 - Imputazione di omicidio per uno studente (Mauro Bolognini)
- 1972 - The Assassination of Trotsky (Joseph Losey)
- 1973 - La Nuit américaine (François Truffaut)
- 1975 - Il cav. Costante Nicosia demoniaco ovvero: Dracula in Brianza (Lucio Fulci)
- 1975 - La città sconvolta: caccia spietata ai rapitori (Fernando Di Leo)
- 1976 - Le Grand Escogriffe (Claude Pinoteau)
- 1979 - Un'ombra nell'ombra (Pier Carpi)
- 1980 - When Time Ran Out (James Goldstone)
- 1987 - Via Montenapoleone (Carlo Vanzina)
- 1987 - Tango blu (Alberto Bevilacqua)
- 1988 - The Adventures of Baron Munchausen (Terry Gilliam)
- 1993 - Storia di una capinera (Franco Zeffirelli)

### Televisie (bescheiden selectie)
- 1971 - I Buddenbrook (Edmo Fenoglio) (televisieminiserie)
- 1977 - Jesus of Nazareth (Franco Zeffirelli) (televisieminiserie)
- 1989 - La formula mancata regia (Carlo Lizzani) (televisieminiserie)

## Prijzen en nominaties

### Prijzen
- 1956 - Le amiche: Nastro d'argento voor beste actrice in een bijrol en Grolla d'oro voor beste actrice
- 1974 - La Nuit américaine: BAFTA voor beste actrice in een bijrol en New York Film Critics Circle Award voor beste actrice in een bijrol

### Nominaties
- 1969 - Scusi, facciamo l'amore?: Nastro d'argento voor beste actrice in een bijrol
- 1974 - La Nuit américaine: Oscar voor beste vrouwelijke bijrol en Golden Globe voor beste vrouwelijke bijrol
- 1987 - Via Montenapoleone: Nastro d'argento voor beste actrice in een bijrol en Premi David di Donatello voor beste actrice in een bijrol